# Jean-François Vidal de Lingendes
Pour les articles homonymes, voir Vidal.
Jean-François Marie Félix Stanislas Vidal de Lingendes, né le 6 novembre 1796 à Wilmington (Delaware) et mort le 11 juillet 1857 à Paris, était un magistrat, planteur esclavagiste, administrateur colonial et homme politique français.

## Biographie
Bien qu'il soit né aux États-Unis, ses parents, Jean Vidal et Marie-Anne-Elisabeth Lingendes, étaient originaires de Cayenne en Guyane. Ils appartenaient à de vieilles familles créoles de colons propriétaires d'esclaves. Les Vidal exploitaient l'habitation Mondélice, sise sur la commune de Remire-Montjoly, qui fut une des principales plantations de canne à sucre de la Guyane durant la première moitié du XIXe siècle et sur laquelle travaillaient entre 270 et 280 esclaves en 1819. En 1825, Félix Vidal de Lingendes devient le maître du domaine jusqu'en 1851. Jusqu'à la seconde et dernière abolition de l'esclavage en 1848, il faisait travailler un atelier de 300 esclaves. 
Parallèlement à son activité de planteur, Vidal de Lingendes rejoint le service public. Membre du personnel du consulat général de France en Angleterre sous la Première Restauration, il est employé au Ministère de l'Intérieur à Paris de juillet 1818 à février 1820. Après un séjour de 18 mois à Cayenne, il se fait inscrire au Barreau de Paris en 1821 et y exerce comme avocat jusqu'en 1825. Il intègre ensuite les rangs de la magistrature. 
Nommé conseiller à la cour de Cayenne le 25 avril 1826, Vidal de Lingendes passe procureur du roi près le tribunal de 1re instance de Cayenne le 7 juin 1826. Installé par intérim au poste de procureur général de la Guyane le 14 juin 1828, il y est confirmé comme titulaire le 28 décembre 1828. Nommé procureur général à la Martinique le 10 décembre 1839, il réintègre les fonctions de procureur général à Cayenne le 11 octobre 1842. Rentré définitivement en métropole le 28 juin 1852, il est admis à la retraite le 9 novembre 1853.
Bien qu'il ait été élu représentant de la Guyane française à l'Assemblée nationale constituante le 30 octobre 1848, Vidal de Lingendes ne quitta pas la colonie et ne siégea donc pas durant la mandature, qui s'acheva le 26 mai 1849.
Membre du Conseil colonial de la Guyane, il succède au pied levé dans les attributions de gouverneur de la Guyane au capitaine de vaisseau Eugène Maissin, mort de la fièvre jaune le 6 janvier 1851. Son intérim s'achève le 29 juin suivant à l'arrivée du nouveau gouverneur, le capitaine de vaisseau de Chabannes-Curton.
Le procureur général Vidal de Lingendes avait été fait chevalier de la Légion d'honneur en 1831 et officier du même ordre en 1836.

## Note et références
1. 1 2  « Sucrerie dite Habitation sucrière Mondélice ou Ferme Vidal, puis école professionnelle », sur pop.culture.gouv.fr (consulté le 1er juin 2025)

### Sources
- Dossier de Légion d'honneur de Jean-François Vidal de Lingendes.
- Annuaire de la Guyane française, 1861, p.68 et p.117-118.